# Maria Spanily
Maria Spanily, z domu Baran (ur. 9 września 1886 w Kamionce Strumiłowej, zm. 18 lutego 1977 w Sanoku) – polska nauczycielka.

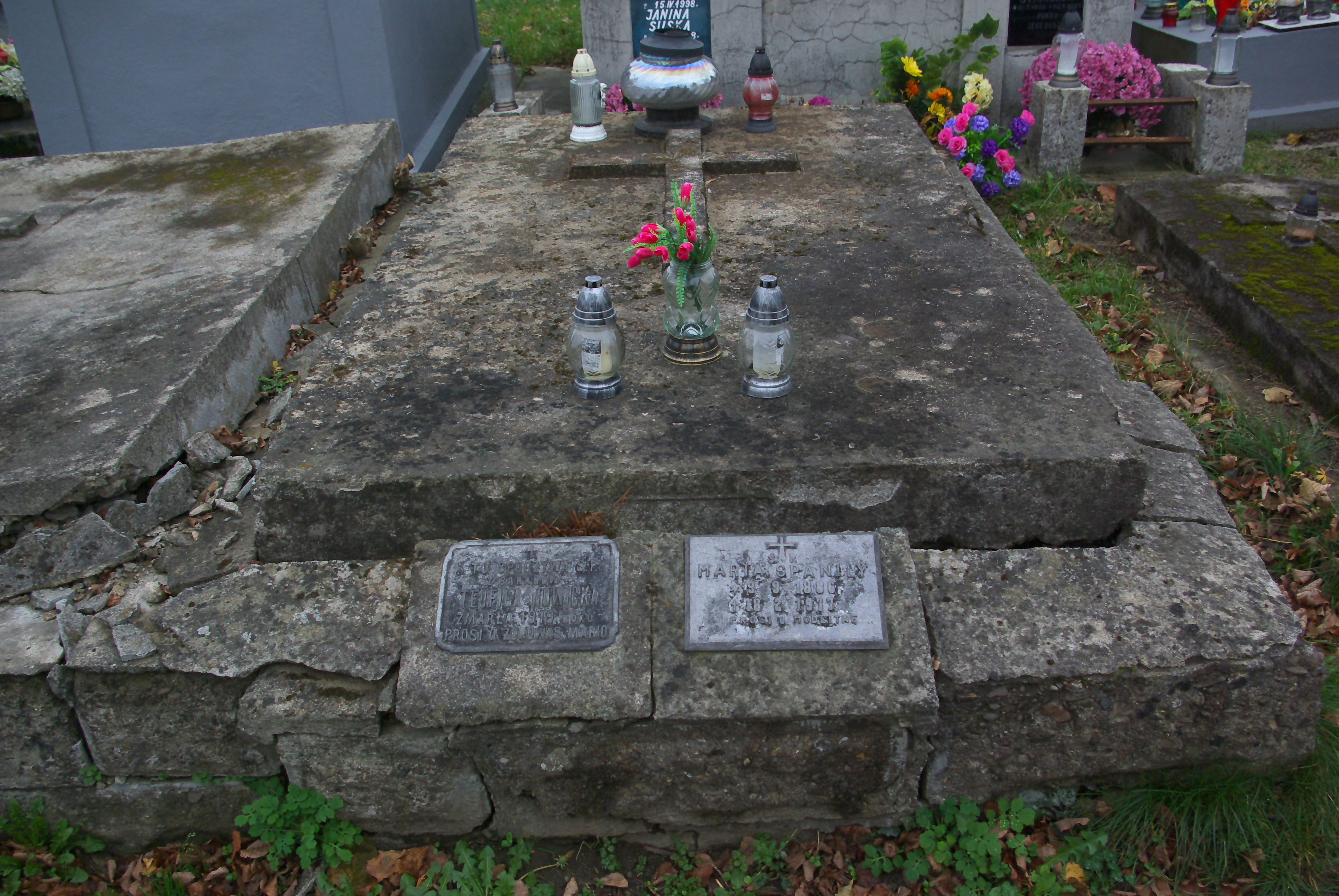
Nagrobek Marii Spanily

## Życiorys
Urodziła się 9 września 1886 w Kamionce Strumiłowej. Była córką Anny i Franciszka Baranów, urodzonych w Brzostku, a osiadłych w Posadzie Olchowskiej pod Sanokiem.
Dysponując egzaminem kwalifikacyjnym 1 lutego 1908 podjęła pracę nauczycielki. Jeszcze pod panieńskim nazwiskiem latem 1913 została mianowana nauczycielką w szkole 1-klasowej w Bykowcach. W latach 20. II Rzeczypospolitej nadał pracowała w szkole w Bykowcach. Według stanu z 1938 była tam nauczycielką kierującą. Była autorką Kwestionariusza z badania środowiska w Bykowcach z tego roku.
Podczas I wojny światowej na początku 1917 kwestowała na rzecz wdów i sierot po legionistach. Była wyznania rzymskokatolickiego i zamężna. Jej mężem był Jan Spanily (zapisywany także Spanili), zarządca dóbr Bykowce, zmarły 1 grudnia 1928 w Bykowcach w wieku 47 lat.
Do końca życia zamieszkiwała w Sanoku, gdzie zmarła 18 lutego 1977 w miejscowym szpitalu. Została pochowana na cmentarzu przy ul. Rymanowskiej w Sanoku, we wspólnym grobowcu z Teofilą Nowicką z domu Baran (ur. 1893, zm. od 23 lipca 1918 zamężna z urzędnikiem fabryki maszyn i wagonów Witoldem Nowickim rodem z Krzeszowic, zm. 26 czerwca 1919 w wieku 25 lat) oraz tuż obok grobowca rodziców.
Uchwałą Rady Gminy Sanok z 26 października 2007 imieniem Marii Spanily została ustanowiona ulica w Bykowcach.